# Josip Mišić
Josip Mišić (Vinkovci, 28. lipnja 1994.) je hrvatski nogometaš, koji trenutačno nastupa za zagrebački Dinamo. Igra na poziciji veznjaka.

## Klupska karijera
Profesionalnu karijeru je započeo u Osijeku, klubu kojem je proveo veliki dio omladinske karijere. Svoj prvi nastup za klub upisao je u kvalifikacijskoj utakmici za Europsku ligu protiv andorskog kluba Santa Colome.
U prosincu 2014. godine, potpisao je četverogodišnji ugovor s Rijekom. Za klub s Kvarnera je odigrao tri uspješne sezone i u tom periodu uzeo dva trofeja.
U siječnju 2018. godine, Mišić je potpisao petogodišnji ugovor s portugalskim Sportingom. Portugalski klub je za njega isplatio 3 milijuna eura.
Dana 17. siječnja 2019. godine, stigao je na jednogodišnju posudbu u grčki PAOK. U međusobnom dogovoru dvaju klubova stajala je opcija kupnje na kraju posudbe. Velika čast dodijeljena mu je na kraju sezone, kada su ga navijači PAOK-a odabrali za najboljeg igrača kluba. Dana 22. ožujka 2020. godine, nakon odlično odrađene sezone(5 pogodaka, 8 asistencija) klubovi su ušli u pregovore za otkup igrača. Ipak, zbog pandemije COVID-19 u svijetu, grčki klub nije bio spreman isplatiti 2 milijuna eura.
Dana 19. listopada 2020. godine, Mišić je stigao na jednogodišnju posudbu u zagrebački Dinamo. Prvi nastup u "modrom" dresu upisao je 19. prosinca 2020. godine, u domaćoj pobjedi 4:0 nad Varaždinom. Dana 2. lipnja 2021. godine, Dinamo je otkupio Mišićev ugovor za dva milijuna eura.

## Reprezentativna karijera
Od samog početka je nastupao za mlađe uzraste reprezentacije Hrvatske. Za hrvatsku nogometnu reprezentaciju debitirao je 11. siječnja 2017. godine na China Cupu, na kojem je Hrvatska nastupila s gotovo svim igračima iz hrvatske lige.

### Reprezentativna statistika
Zadnji put ažurirano 14. siječnja 2017.
| Reprezentacija | Godina | Odigrane utakmice | Golovi |
| -------------- | ------ | ----------------- | ------ |
| Hrvatska       | 2017.  | 2                 | 0      |
| Ukupno         | Ukupno | 2                 | 0      |

## Priznanja

### Klupska
Rijeka
- Prvak Hrvatske (1): 2016./17.
- Hrvatski kup (1): 2016./17.

Sporting CP
- Portugalski kup (1): 2018./19.

PAOK
- Prvak Grčke (1): 2018./19.
- Grčki kup (1): 2018./19.

Dinamo Zagreb
- Prvak Hrvatske (4): 2020./21., 2021./22., 2022./23., 2023./24.
- Hrvatski kup (2): 2020./21., 2023./24.
- Hrvatski nogometni superkup (2): 2022., 2023.

## Vanjske poveznice
- Profil, Hrvatski nogometni savez
- Profil, Soccerway
- Profil, Transfermarkt